# 木村政明
木村 政明（きむら まさあき、安政3年（1859年） - 大正8年（1919年））は、明治時代から大正時代にかけての出雲大社教の教導職。
本姓は本多氏。字は安寳。伊勢松とも。

## 生涯
分家の神職木村正勝の子。木村本家で大叔父の木村正英（旗本安藤氏家臣）の養嗣子となる。木村家は本多正信の曽孫正好の子孫である。成人後は本田九郎や平山省斎に入門して神道に傾倒。
その後は出雲大社教の教導職となる。群馬県館林町に移住後は、群馬県神職会に与して地方教育に尽力した。大正8年（1919年）、死去。
跡を長男の吉明が継いだ。